# ام‌استت-سی
ام‌استت-سی (به انگلیسی: MSTAT-C) برنامه کامپیوتری قدیمی‌ای است که توسط دپارتمان علوم گیاه و خاک  دانشگاه ایالتی میشیگان آمریکا تهیه شده است. این برنامه ابزار آماری قدرتمندی جهت طراحی، مدیریت و اجرای پژوهش‌های کشاورزی است و در محیط ام‌اس-داس اجرا می‌شود بنابراین دارای صفحه ارتباطی گرافیکی نیست و همین عامل سبب اقبال کم پژوهشگران و کاربران به این برنامه شده است.

## پاورقی‌ها
1. ↑  MS-DOS
2. ↑  Graphical User Interface